# شنايدر (إنديانا)
شنايدر (بالإنجليزية: Schneider town, Indiana)‏ هي بلدة تقع بولاية إنديانا في الولايات المتحدة. تبلغ مساحتها 2.02 كم2، وترتفع عن سطح البحر 194 م، بلغ عدد سكانها 277 نسمة في عام 2010 حسب إحصاء مكتب تعداد الولايات المتحدة وتصل الكثافة السكانية فيها 137.1 نسمة لكل كيلومتر مربع (355.1/ميل2).

## التركيبة السكانية
حدّد مكتب تعداد الولايات المتحدة بيانات التركيبة السكانية لشنايدر في تعداد الولايات المتحدة. في ما يلي، التركيبة السكانية حسب تعدادي 2000 و2010.

### تعداد عام 2000
بلغ عدد سكان شنايدر 317 نسمة بحسب تعداد عام 2000، وبلغ عدد الأسر 113 أسرة وعدد العائلات 85 عائلة مقيمة في البلدة. في حين سجلت الكثافة السكانية 156.9 نسمة لكل كيلومتر مربع (406.4/ميل2). وبلغ عدد الوحدات السكنية 125 وحدة بمتوسط كثافة قدره 61.9 لكل كيلومتر مربع (160.3/ميل2).
وتوزع التركيب العرقي للبلدة بنسبة 98.11% من البيض و0.32% من الأمريكيين الأفارقة و0.32% من الأمريكيين الأصليين و0.32% من سكان جزر المحيط الهادئ و0.95% من عرقين مختلطين أو أكثر و0.63% من الهسبانيون أو اللاتينيون من أي عرق.
بلغ عدد الأسر 113 أسرة كانت نسبة 41.6% منها لديها أطفال تحت سن الثامنة عشر تعيش معهم، وبلغت نسبة الأزواج القاطنين مع بعضهم البعض 57.5% من أصل المجموع الكلي للأسر، ونسبة 10.6% من الأسر كان لديها معيلات من الإناث دون وجود شريك، بينما كانت نسبة 7.1% من الأسر لديها معيلون من الذكور دون وجود شريكة وكانت نسبة 24.8% من غير العائلات. تألفت نسبة 20.4% من أصل جميع الأسر من عدة أفراد يعيشون في نفس المنزل ونسبة 9.7% كانت تتألف من شخص يعيش بمفرده يبلغ من العمر 65 عاماً أو أكثر. وبلغ متوسط حجم الأسرة المعيشية 2.79، أما متوسط حجم العائلات فبلغ 3.21.
بلغ العمر الوسطي للسكان 33.1 عاماً. وكانت نسبة 30% من القاطنين تحت سن الثامنة عشر، وكانت نسبة 9.5% بين الثامنة عشر والرابعة والعشرين عاماً، ونسبة 28.1% كانت واقعةً في الفئة العمرية ما بين الخامسة والعشرين والرابعة والأربعين عاماً، ونسبة 19.2% كانت ما بين الخامسة والأربعين والرابعة والستين، ونسبة 12.6% كانت ضمن فئة الخامسة والستين عاماً فما فوق. يوجد لكل 100 أنثى 103.2 ذكر، ويوجد لكل 100 أنثى في الثامنة عشر من عمرها فما فوق 101.8 ذكر.
بلغ متوسط دخل الأسرة في البلدة 46,339 دولارًا، أما متوسط دخل العائلة فبلغ 46,932 دولارًا. وكان متوسط دخل الذكور 41,250 دولارًا مقابل 23,125 دولارًا للإناث. وسجل دخل الفرد الخاص بالبلدة 16,463 دولارًا. وكانت نسبة 4.3% من العائلات ونسبة 5.9% من السكان تحت خط الفقر، وكان من هؤلاء نسبة 4.9% تحت سن الثامنة عشر ونسبة 5.7% في الخامسة والستين من العمر وما فوق.

### تعداد عام 2010
بلغ عدد سكان شنايدر 277 نسمة بحسب تعداد عام 2010، وبلغ عدد الأسر 98 أسرة وعدد العائلات 72 عائلة مقيمة في البلدة. في حين سجلت الكثافة السكانية 137.1 نسمة لكل كيلومتر مربع (355.1/ميل2). وبلغ عدد الوحدات السكنية 113 وحدة بمتوسط كثافة قدره 55.9 لكل كيلومتر مربع (144.8/ميل2).
وتوزع التركيب العرقي للبلدة بنسبة 97.11% من البيض و1.08% من الأمريكيين الأصليين و1.08% من الأمريكيين ذوي الأصول الآسيوية و0.72% من عرقين مختلطين أو أكثر و2.53% من الهسبانيون أو اللاتينيون من أي عرق.
بلغ عدد الأسر 98 أسرة كانت نسبة 37.8% منها لديها أطفال تحت سن الثامنة عشر تعيش معهم، وبلغت نسبة الأزواج القاطنين مع بعضهم البعض 53.1% من أصل المجموع الكلي للأسر، ونسبة 13.3% من الأسر كان لديها معيلات من الإناث دون وجود شريك، بينما كانت نسبة 7.1% من الأسر لديها معيلون من الذكور دون وجود شريكة وكانت نسبة 26.5% من غير العائلات. تألفت نسبة 24.5% من أصل جميع الأسر من عدة أفراد يعيشون في نفس المنزل ونسبة 6.1% كانت تتألف من شخص يعيش بمفرده يبلغ من العمر 65 عاماً أو أكثر. وبلغ متوسط حجم الأسرة المعيشية 2.83، أما متوسط حجم العائلات فبلغ 3.26.
بلغ العمر الوسطي للسكان 33.5 عاماً. وكانت نسبة 29.6% من القاطنين تحت سن الثامنة عشر، وكانت نسبة 7.6% بين الثامنة عشر والرابعة والعشرين عاماً، ونسبة 27.4% كانت واقعةً في الفئة العمرية ما بين الخامسة والعشرين والرابعة والأربعين عاماً، ونسبة 25.3% كانت ما بين الخامسة والأربعين والرابعة والستين، ونسبة 10.1% كانت ضمن فئة الخامسة والستين عاماً فما فوق. وتوزع التركيب الجنسي للسكان بنسبة 51.6% ذكور و48.4% إناث.